# Wembdon
Wembdon là một ngôi làng bán nông thôn gần Bridgwater, thuộc Somerset, Anh.
Wembdon hiện đang có một nhà thờ Anh giáo, một cửa hàng nhỏ (kết hợp với bưu điện), một quán rượu và một nhà để xe nhỏ.

## Lịch sử
Wembdon được liệt kê trong Sách Domesday năm 1086 là có "5 dân làng và 6 nông hộ với bốn máy cày".
Cái tên Wembdon được cho là có nghĩa là "Đồi Huntsman", ám chỉ chính Đồi Wembdon nơi chôn cất người Saxon * đã được phát hiện. Đây được cho là những việc mai táng của người Anh có từ thời Saxon. Đồi Wembdon cũng là địa điểm của St. Johns Well, nơi nổi tiếng với khả năng chữa bệnh từ thế kỷ 15 trở đi.
Năm 2002, một con đường nhiều làn xe phía bắc Bridgwater được xây dựng ở phía nam của ngôi làng để giảm bớt tắc nghẽn giao thông ở trung tâm thị trấn Bridgwater. Con đường là một phần của quy hoạch thị trấn địa phương từ những năm 1980, và việc xây dựng được tiến hành mặc dù có một số sự phản đối của địa phương.

## Quản trị
Hội đồng giáo xứ có trách nhiệm đối với các vấn đề địa phương, bao gồm thiết lập giới luật hàng năm (mức độ địa phương) để trang trải chi phí hoạt động của hội đồng và để có ngân sách hàng năm chịu sự giám sát của công chúng. Hội đồng giáo xứ đánh giá quy hoạch địa phương và làm việc với cảnh sát địa phương, cán bộ hội đồng quận và các nhóm theo dõi khu phố về các vấn đề tội phạm, an ninh và giao thông. Vai trò của hội đồng giáo xứ cũng bao gồm khởi xướng các dự án bảo trì và sửa chữa các cơ sở giáo xứ, cũng như tham khảo ý kiến của hội đồng quận về việc bảo trì, sửa chữa và cải thiện đường cao tốc, thoát nước, lối đi bộ, giao thông công cộng và vệ sinh đường phố. Các vấn đề bảo tồn (bao gồm cây xanh và các tòa nhà được liệt kê) và các vấn đề môi trường cũng là trách nhiệm của hội đồng.
Ngôi làng nằm trong khu vực phi đô thị của Sedgemoor, được thành lập vào ngày 1 tháng 4 năm 1974 theo Đạo luật Chính quyền địa phương năm 1972, trước đây là một phần của Khu vực nông thôn Bridgwater, chịu trách nhiệm về quy hoạch và kiểm soát xây dựng địa phương, đường địa phương, nhà ở công cộng, sức khỏe môi trường, chợ và hội chợ, từ chối thu gom và tái chế, nghĩa trang và hỏa táng, dịch vụ giải trí, công viên và du lịch.
Hội đồng hạt Somerset chịu trách nhiệm điều hành các dịch vụ địa phương lớn nhất và đắt nhất như giáo dục, dịch vụ xã hội, thư viện, đường chính, giao thông công cộng, chính sách và dịch vụ chữa cháy, tiêu chuẩn giao dịch, xử lý chất thải và hoạch định chiến lược.
Nó cũng là một phần của khu vực bầu cử quận Bridgwater và West Somerset được đại diện trong Hạ viện của Quốc hội Vương quốc Anh. Nó bầu một thành viên Nghị viện (MP) trước tiên qua hệ thống bầu cử và một phần của khu vực bầu cử ở Tây Nam Anh của Nghị viện châu Âu, bầu ra bảy MEP sử dụng phương pháp đại diện theo danh sách đảng.

## Địa điểm tôn giáo
Nhà thờ St George được xây bởi William Testard, chúa của Wembdon Manor, cho Bệnh viện St John, Bridgwater vào năm 1284. Nhà thờ đã bị hư hại nặng nề bởi hỏa hoạn vào tháng 3 năm 1868, và vì giấy chứng nhận bảo hiểm hỏa hoạn đã hết hạn, phải được xây dựng lại với ý nghĩa viện trợ địa phương.

## Giáo dục
Một trường tiểu học VC của Giáo hội Anh (Wembdon St. Georges) có thể được tìm thấy trong làng.

## Văn hóa
Ngày làng Wembdon diễn ra vào cuối tháng 8 hàng năm, tập trung vào các cuộc thi liên quan đến nghệ thuật và thủ công, trái cây và rau quả, làm bánh, làm mứt và làm rượu vang và nhiều sự kiện khác. Nó diễn ra trên sân chơi và tòa nhà trung tâm Giáo xứ gần đó. Một chợ bán hàng trên ô tô lớn cũng diễn ra vào ngày và đài phát thanh địa phương Quay West 107.4 thực hiện một chương trình trực tiếp từ một sân khấu trong sự kiện này.
Vào thứ bảy gần nhất với ngày 5 tháng 11, Guy Fawkes Night, một ngọn lửa được thiết lập trên sân chơi và màn bắn pháo hoa được chiếu vào buổi tối.
Trung tâm Giáo xứ St George đối diện nhà thờ là nơi tổ chức nhiều hoạt động của làng. Bao gồm Hướng đạo sinh và Hướng dẫn viên, một trường mẫu giáo và các cuộc họp của Hiệp hội Cộng đồng Wembdon.